# The Rojo Music
The Rojo Music es una discográfica de carácter independiente afincada en Barcelona que contiene varias subdivisiones dedicadas a otros campos pero que están relacionados con la música.

## The Rojo Music: Sello Discográfico
The Rojo Music fue fundada por la cantante Roser y Joeman del Río en 2009 con la idea de crear un sello discográfico propio para continuar desarrollando la carrera musical de Roser empezando por el que sería su 4º disco: Clandestino, para luego proseguir e incluso ampliar el catálogo de artistas.

### Artistas
- Roser

### Discografía
2010
- Clandestino (Roser).

## The Rojo Music Productions
Esta subdivisión se dedica principalmente a la creación audiovisual de proyectos musicales (videoclips) pero también de proyectos audiovisuales en general.

### Videoclips
2009
- La bestia (Roser).

2010
- Solo en ti (Roser feat. Flavio Rodríguez).

- Datos: Q2843388